# Ri Kum-suk
Ri Kum-suk est une joueuse de football nord-coréenne née le 16 août 1978. 
En 2007, elle a été capitaine de l'équipe de Corée du Nord de football féminin, qui a atteint les quarts de finale de la coupe du monde. La même année, elle a été reconnue meilleure joueuse asiatique de l'année.
Ri Kum-suk possède 123 sélections en équipe nationale (au 25 août 2009), ce qui fait d'elle la joueuse la plus capée de son pays.